# Saleemul Huq
Pour les articles homonymes, voir Huq.
Saleemul Huq (en bengali : সালিমুল হক), né le 2 octobre 1952 au Bengale oriental (Pakistan) et mort le 28 octobre 2023 au Bangladesh, est un chercheur pakistanais puis bangladais, spécialiste des questions climatiques.
Il travaille au groupe sur le changement climatique de l'Institut international pour l'environnement et le développement (IIED) et dirige le Centre international pour le changement climatique et le développement . Il a reçu le Prix national de l'environnement 2020 du gouvernement du Bangladesh pour ses travaux sur les dégradations de  l'environnement.

## Biographie

### Formation
SaleemulHuq commence ses études en Allemagne, en Indonésie et au Kenya. Il obtient ensuite un Master en botanique de l'Imperial College de l'Université de Londres en 1975, ainsi qu'un doctorat en botanique de la même université en 1978.

### Carrière
Avant de rejoindre l'IIED, Saleemul Huq fonde en 1984 le Bangladesh Center for Advanced Studies et en devient directeur. Il fonde puis dirige le Centre international pour le Changement Climatique et le Développement à l'Université indépendante du Bangladesh. Il participe aux travaux du Groupe d'experts intergouvernemental sur l'évolution du climat, dont il est l'auteur principal et coordonnateur du Groupe de travail II, qui se concentre sur les impacts du changement climatique, la vulnérabilité des territoires et leur adaptation.
Saleemul Huq publie des rapports et des articles sur le changement climatique, en particulier sur l'adaptation des territoires à ces changements, la résilience des populations et des territoires,. Il est l'auteur principal du chapitre sur l'adaptation et le développement durable dans le troisième rapport d'évaluation du Groupe d'experts intergouvernemental sur l'évolution du climat (GIEC).Il représente les intérêts des pays les moins avancés aux négociations internationales sur le climat,. À ce titre, il négocie des compensations pour les pays pauvres déjà impactés, arguant que sans cela, le changement climatique risque de devenir un moteur essentiel du terrorisme international et de flux migratoires incontrôlables. 

## Prix
- Prix Burtoni (2007)
- Prix national de l'environnement (2020) [4]